# Villejuif - Paul Vaillant-Couturier (métro de Paris)
Villejuif - Paul Vaillant-Couturier est une station de la ligne 7 du métro de Paris, située sur la commune de Villejuif.

## Histoire
La station est ouverte le 28 février 1985.
Elle est située près du croisement de l'ancienne route nationale 7 et de voies transversales dont l'une, l'avenue Paul-Vaillant-Couturier, porte le nom du journaliste Paul Vaillant-Couturier (1892-1937), député communiste de 1919 à 1928 puis en 1936 et, à partir de 1928, rédacteur en chef du journal L'Humanité. Elle porte comme sous-titre Hôpital Paul Brousse, nom de l'hôpital AP-HP accessible à 300 mètres.
En 2019, 2 449 391 voyageurs sont entrés à cette station ce qui la place à la 212e position des stations de métro pour sa fréquentation sur 302,.
En 2020, avec la crise du Covid-19, 1 382 850 voyageurs sont entrés dans cette station ce qui la place à la 189e position des stations de métro pour sa fréquentation.
En 2021, la fréquentation remonte progressivement, avec 1 764 879 voyageurs qui sont entrés dans cette station ce qui la place à la 200e position des stations de métro pour sa fréquentation.

## Services aux voyageurs

### Accès
La station dispose de trois accès :
- Accès no 1 « boulevard Maxime-Gorki/rue Jean-Baptiste-Clément », avec un escalier fixe ;
- Accès no 2 « boulevard Maxime-Gorki/rue Condorcet », côté des numéros pairs, avec un escalier fixe et un escalateur. Cet accès est signalé par un mât surmonté d'un logo M jaune ;
- Accès no 3 « boulevard Maxime-Gorki », avec un escalier fixe, également signalé par un mât surmonté d'un logo M jaune.

Accès à la station
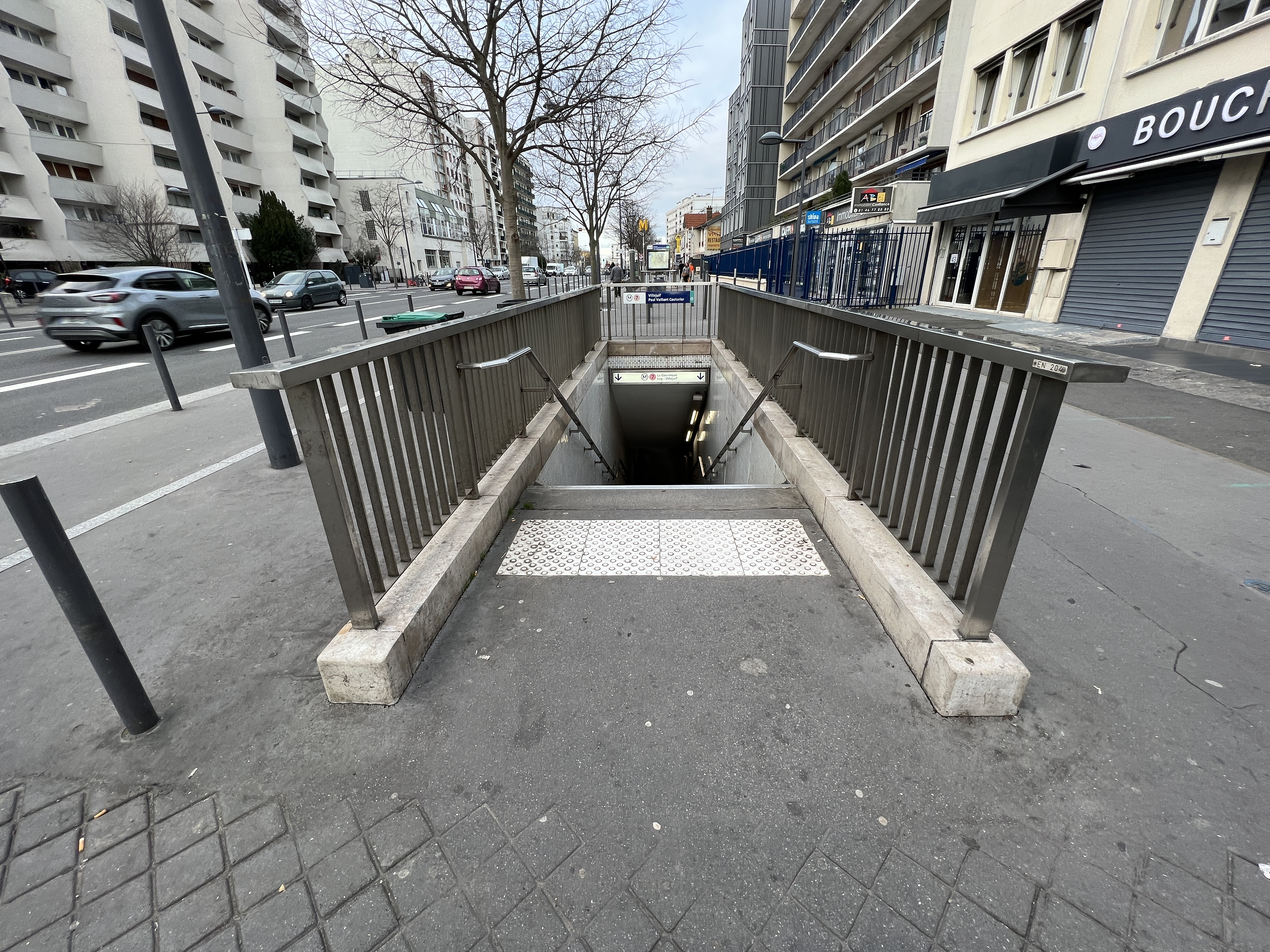
L'accès no 1 « boulevard Maxime-Gorki/rue Jean-Baptiste-Clément ».
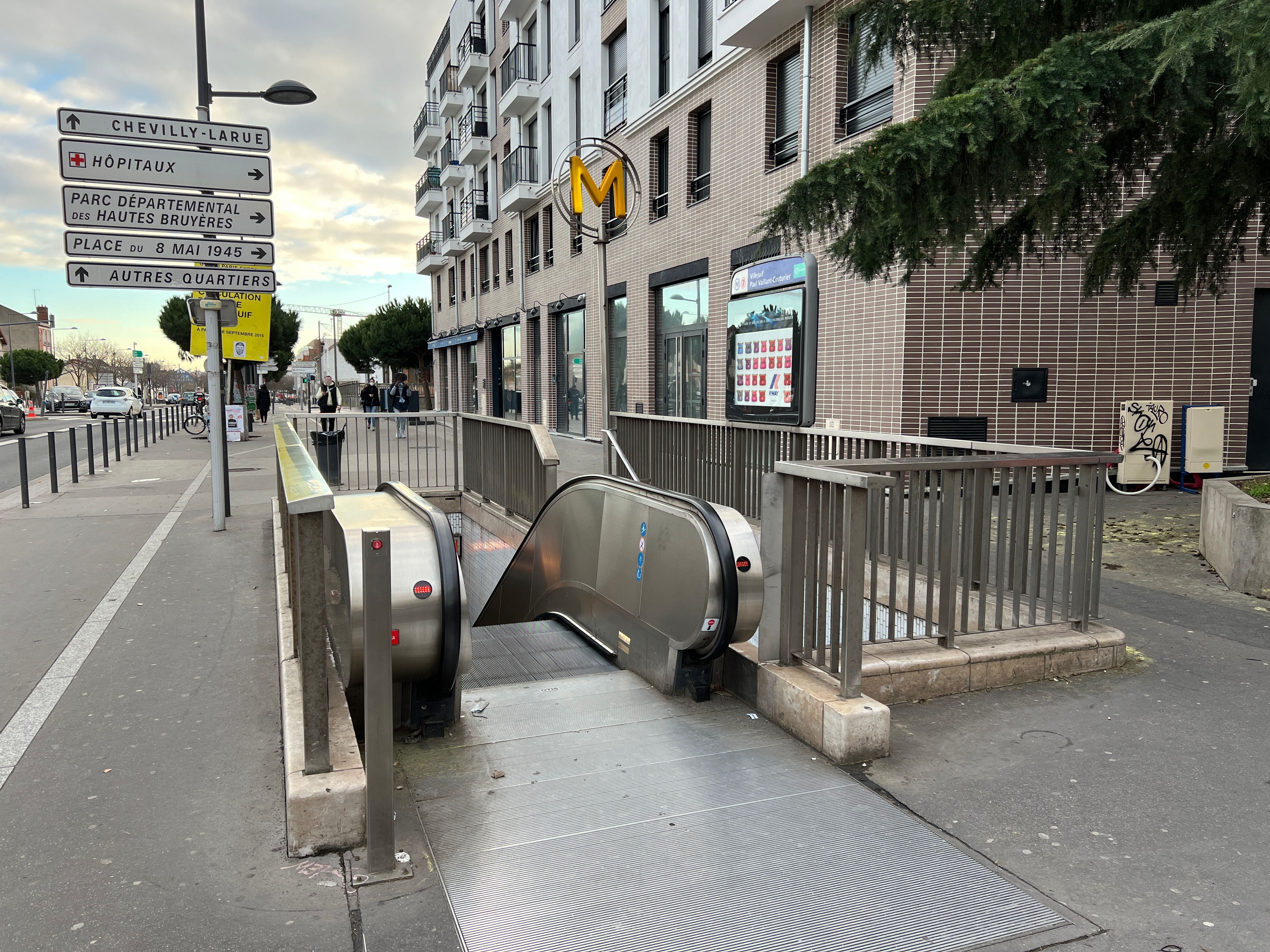
L'accès no 2 « boulevard Maxime-Gorki/rue Condorcet ».
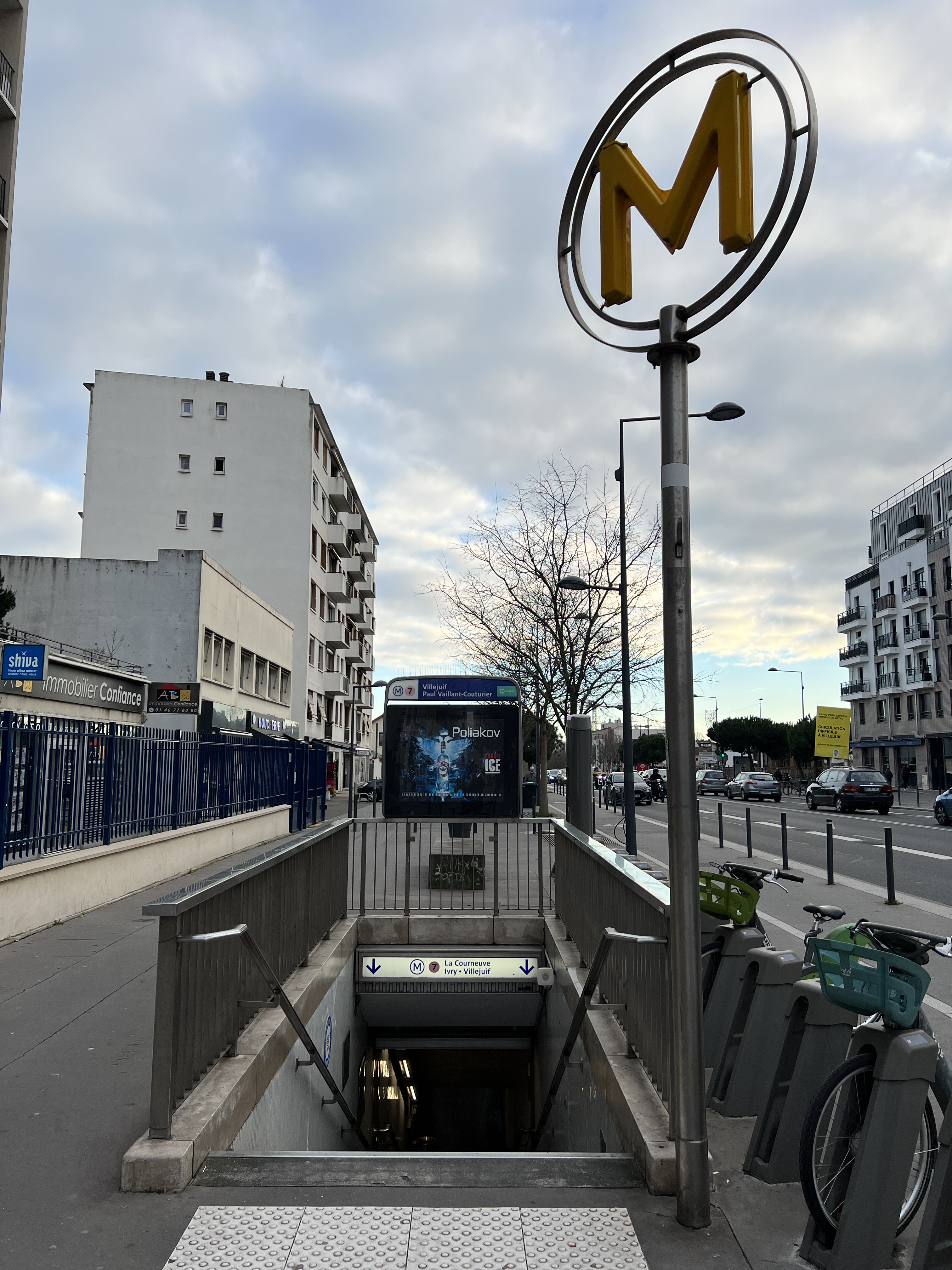
L'accès no 3 « boulevard Maxime-Gorki ».

.

### Quais
Villejuif - Paul Vaillant-Couturier est une station de configuration standard : elle possède deux quais séparés par les voies du métro, surmontées par une mezzanine. Le nom de la station est écrit en police de caractère Parisine sur plaques émaillées. L'éclairage est assuré par des globes lumineux suspendus; de petits carreaux de céramique de couleur blanche et orange posés verticalement recouvrent les piédroits ainsi que les tympans. Le mobilier est de style Motte de couleur orange.

### Intermodalité
La station est desservie par les lignes 162 et 185 du réseau de bus RATP, le service urbain v7 du réseau de bus Valouette et, la nuit, par les lignes N15 et N22 du réseau Noctilien.

## À proximité
- Hôpital Paul-Brousse